# Protoptila condylifera
Protoptila condylifera är en nattsländeart som beskrevs av Oliver S. Flint Jr. 1971. Protoptila condylifera ingår i släktet Protoptila och familjen stenhusnattsländor. Inga underarter finns listade i Catalogue of Life.